# Kirtel
En kirtel (kaldes også en glandel) er et organ, hvori kirtelceller producerer et sekret, ofte et hormon, f.eks. insulin eller kønshormoner.
| Naturvidenskab | Spire Denne naturvidenskabsartikel er en spire som bør udbygges. Du er velkommen til at hjælpe Wikipedia ved at udvide den. |